# Pygmée
Pour les articles homonymes, voir Pygmée (homonymie).
Un Pygmée (en grec ancien πυγμαῖος / pugmaîos : « haut comme le poing ») est un individu appartenant à des populations spécifiques caractérisées par leur petite taille, inférieure à 1,50 m. Il ne s'agit pas de nanisme au sens médical du terme.
Le terme « Pygmée » englobe différents groupes ethniques disséminés le long de l'équateur dans de nombreux États de l'Afrique centrale actuelle, notamment les Baka, les Aka, les Mbuti (ou Bambuti), les Babongo, les Babinga et les Efe. Les Pygmées ont en commun un mode de vie traditionnel reposant sur la chasse et la cueillette de produits forestiers, et la grande importance qu'ils accordent à la musique et à la danse.
Ces groupes de chasseurs-cueilleurs-pêcheurs sont aujourd'hui confrontés à une précarisation croissante et leur culture est menacée. De nombreux groupes sont sédentarisés.
Certains acteurs[Qui ?], appartenant ou non à ce groupe, jugent le mot « Pygmée » péjoratif, voire insultant, et préfèrent utiliser des termes comme « population autochtone » ou « peuples de la forêt », ou tout simplement le nom des ethnies concernées.
On utilise plutôt le terme Négritos pour désigner les populations de petite taille et à peau noire vivant dans le sud-est asiatique.

## Définition commune
D'un point de vue anthropologique, le terme « Pygmée » désigne les populations, souvent chasseuses et vivant dans les forêts équatoriales africaines, caractérisées par leur petite taille, estimée entre 1,20 m pour les plus petits et 1,50 m pour les plus grands. Ce terme est fréquemment considéré comme péjoratif par les organisations de défense des droits de l'Homme et les gouvernements d'Afrique centrale notamment celui de la République du Congo. Les différents peuples Pygmées se reconnaissent entre eux comme Pygmées et sont reconnus comme tel par les non-Pygmées.

### Origine
Les Pygmées et les Bantous auraient une origine commune ancienne de 70 000 ans selon l'étude de l'ADN mitochondrial ou 60 000 ans d'après une autre étude basée sur l'ADN nucléaire. Les différents groupes de pygmées africains se seraient eux-mêmes différenciés voilà environ 20 000 ans, peut-être à la suite de la fragmentation de leur habitat forestier lors du dernier maximum glaciaire qui a entraîné un assèchement du climat africain.
La petite taille des Pygmées pourrait être due à une adaptation au milieu forestier, ou simplement à la dérive génétique consécutive à l'isolement de ces populations.
Les Pygmées sont divisés en deux grands ensembles : un groupe des Pygmées de l'ouest et un groupe des Pygmées de l'est. Ces deux ensembles ont divergé il y a environ 20 000 ans. Les deux auraient suivi une évolution convergente vers une forme de nanisme insulaire, ils se distinguent cependant par la forme de leur courbes de croissance respectives. Les deux groupes partagent des caractéristiques culturelles communes :
- Pygmées de l'Est, présents au Rwanda, à l'est de la RDC et en Ouganda : ce groupe comprend les Aka, Sua, Efe (ou Mbuti) et les Batwa ;
- Pygmées de l'Ouest, présents au Cameroun, en Centrafrique, au Gabon, au République du Congo et en République Démocratique du Congo : y sont inclus les Bakas, Kola, Bongo, Koya, Aka et Twa.

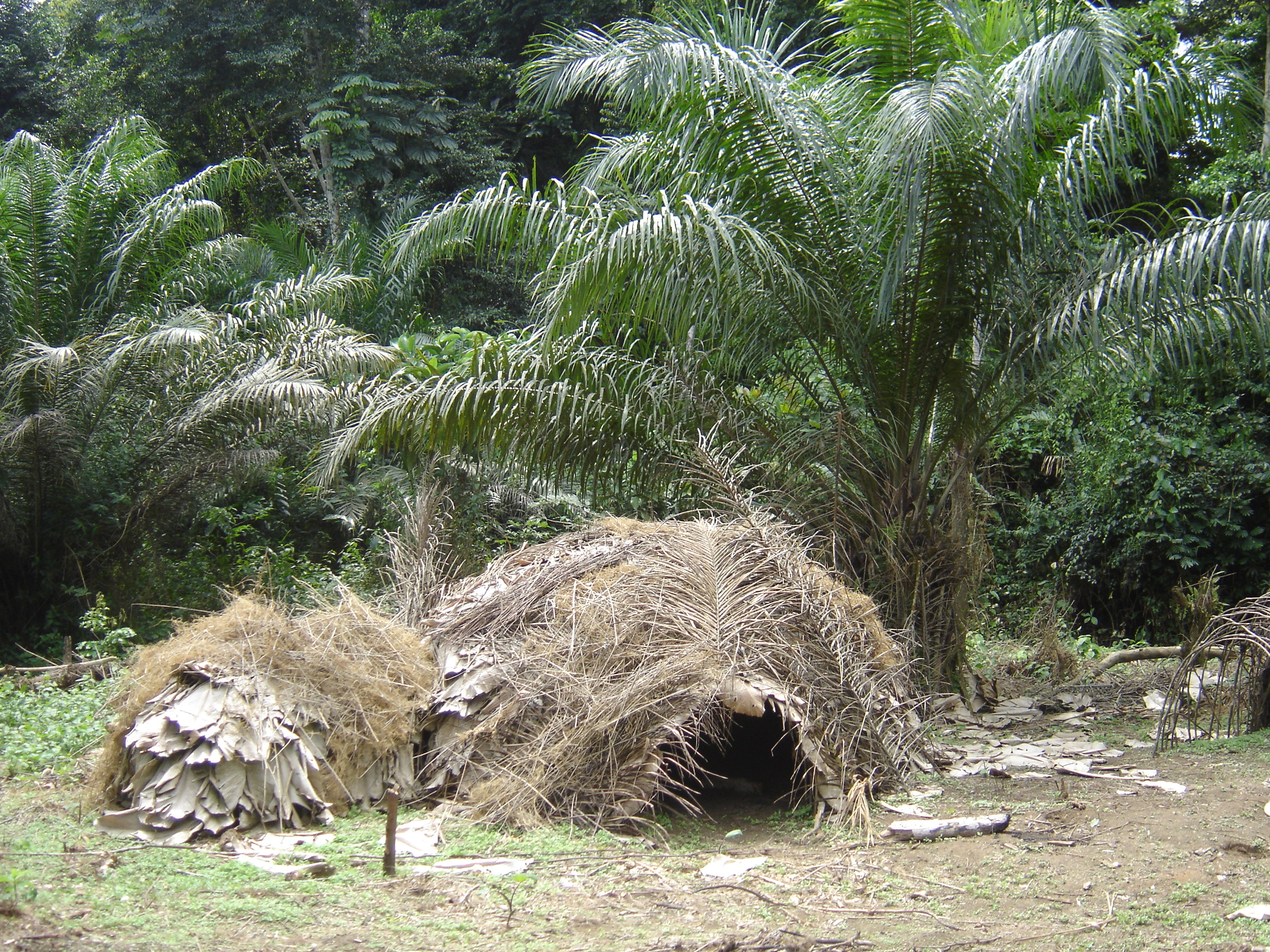
Mongulu.

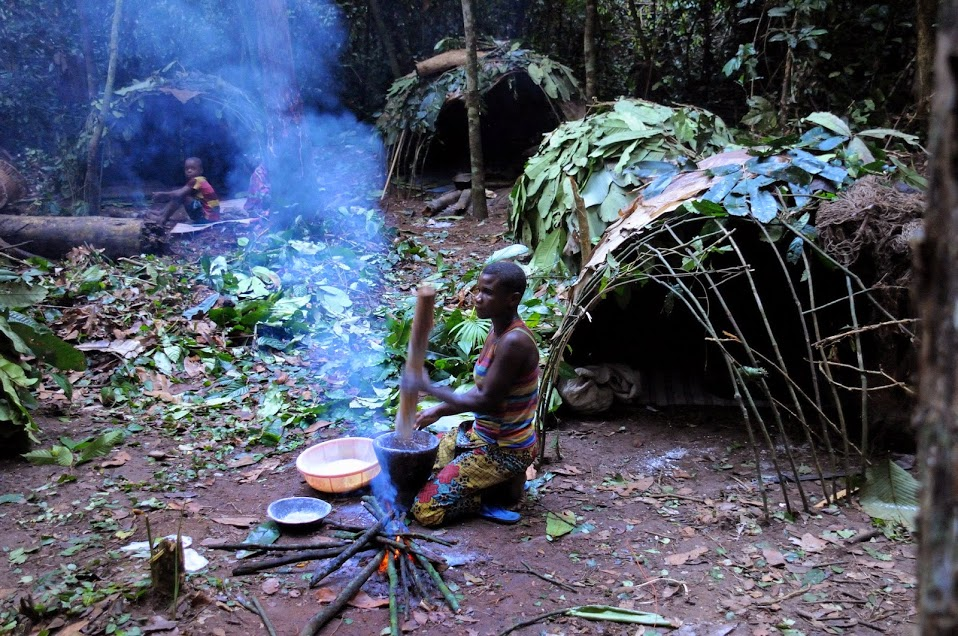
Un campement Bayaka dans le parc national Dzanga-Ndoki

### Différentes populations
Comme on l'a vu ci-dessus il semble exister un grand nombre de groupes pygmées en Afrique centrale. À ces noms doivent s'ajouter ceux par lesquels les désignent les peuples voisins, ou les transcriptions des mêmes noms parfois différentes selon les auteurs. Le préfixe « Ba » désigne un pluriel dans les langues bantou.

### Taille estimée de la population et répartition
En 2015, le nombre de Pygmées vivant en Afrique centrale a été estimé à 920 000 individus.

## Culture

### Mode de vie traditionnel
Les Pygmées pratiquent traditionnellement une forme de nomadisme. Ils se déplacent entre des campements temporaires installés pour une période de chasse, de la cueillette chaque campement accueillera une famille élargie. Ces campements sont constitués d'un ensemble de mongulus, des huttes construites en feuilles de marantacées assemblées sur un treillis ancré en terre et arqué de force en forme de tonnelle. Les feuilles sont posées comme des tuiles agrafées par leurs pétioles incisés. Ce sont les femmes qui se chargent de construire ces huttes.
Cette tradition nomade ne persiste notablement que chez les Aka, Efe et Twa de la région des Grands Lacs. Les tribus pygmées sont particulièrement attachés à leurs rites d'initiation et à leurs forêts. Malheureusement, leur mode de vie traditionnellement nomade est menacé par le défrichage, l'extension des zones cultivées, les bouleversements politiques et les mesures de protection de la nature qui leur interdisent la chasse. De nombreux Pygmées s'éloignent des forêts et se sédentarisent progressivement en ouvriers agricoles.
Dans toutes les ethnies l'unité sociale de base est le campement, il est généralement composé de 30 à 70 individus qui vivent dans une dizaine de huttes. Les individus sont généralement étroitement apparentés ou liés par des mariages. La composition des groupes change régulièrement et ils entretiennent de fortes relations entre groupe voisins.
La société pygmée, basée sur le retour immédiat (par opposition au retour différé, c'est-à-dire avec un échange de monnaie comme étape), est l'une des plus égalitaires qui existe. Il n'y a pas de hiérarchie au sein des campements, même pour les activités de groupe.
Les Pygmées pratiquent la chasse à l'arc ou à l'arbalète, à la sagaie et au filet. Alors que la chasse à l'arc (ou l'arbalète) se pratique individuellement, les battues au filet peuvent rassembler les individus de plusieurs campements. Les techniques de chasse varient selon le type de gibier disponible mais aussi selon les groupes ethniques. Ils sont réputés pour la chasse à l'éléphant. Ils pêchent grâce à des retenues temporaires qui leur permettent de capturer le poisson, ou à l'aide de nasses de vannerie. En plus des fruits et des tubercules, ils récoltent du miel et des chenilles pour l'alimentation. Le produit de la chasse est systématiquement partagé entre les chasseurs pour leurs familles, les fruits de la récolte eux ne sont distribuées qu'en cas de surplus.
Les animaux les plus consommés sont les rongeurs (porc-épic et rats de Gambie) l'hylochère et les céphalophes. Les petits morceaux de viande, abats et tubercules peuvent être cuits à l'étouffé ou bouillis en sauce par les femmes au campement, ces sauces varient en fonction de la saison et les disponibilités en accompagnement. La cuisine pratiquée par les hommes pendant les expéditions de chasse est plus rapide, les viandes sont grillées. Les Pygmées ont tendance à attaquer la viande en mordant latéralement avec les canines et prémolaires, car leurs incisives tallées en pointe sont fragiles et hypersensibles au chaud.
Une pharmacopée traditionnelle à base de plantes leur est utile pour soigner les blessures et maladies propres à la vie en forêt.

#### Rapport à la forêt
Les Pygmées possèdent une connaissance matérielle de la forêt très importante ; ils sont de ce fait souvent employés par les ONG, les compagnies d'exploitation du bois ou les sociétés de chasse comme guides. Ces talents leur sont reconnus (parfois considérés comme quasiment magiques) par leurs voisins agriculteurs. Une étude menée chez les Baka et les Aka de la région de la Sangha a montré qu'ils connaissaient mieux, ou en tout cas accordaient une plus grande importance aux « produits forestiers non-ligneux ».
Bien que considérés comme chasseurs cueilleurs, les peuples de la forêt gèrent la forêt, et en particulier la ressource en igname : il est d'usage pour eux de replanter un fragment d'igname dans un trou comblé avec de l'humus, après l'avoir récolté dans la forêt. Ceci enrichit nettement la forêt en ressources, les anciens campements abandonnés depuis plus de 10 ans, sont de 6 à 30 fois plus riches en ignames que le reste de la forêt et les ignames y sont moins piquants.

### Musique et danses
Les Pygmées chantent pour rythmer leurs activités quotidiennes, avant la chasse, pour bercer les enfants... Chaque situation a son chant propre. Ces chants sont polyphoniques. Ils ne sont jamais chantés plusieurs fois de la même façon, mais subissent des variations.
Les Pygmées possèdent leur propre gamme d'instruments, dont un instrument ressemblant à un peigne à vibrations que l'on retrouve sous des noms variés, dans diverses régions d'Afrique.
La pratique ritualisée de la musique, héritée des traditions anciennes, est aujourd'hui un des derniers moyens de conservation de l'identité et de la culture pygmée.
Les chants se transmettent de père en fils et de mère en fille .

### Langue

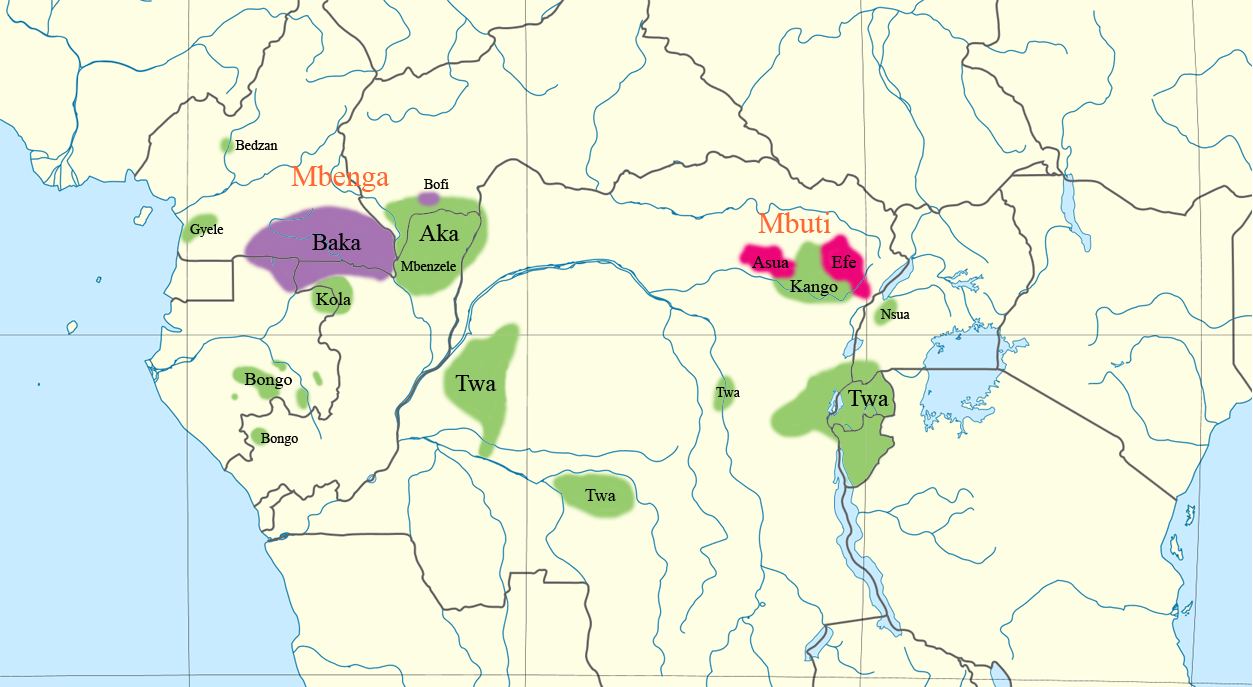
Distribution des langues des peuples Pygmées en Afrique.
oubanguienne
bantou
soudanique

L'adjectif pygméen(ne) est utilisé pour qualifier leurs langues.
Les langues parlées par les groupes Baka et Aka sont plus proches des langues des populations qui les entourent qu'elles ne le sont entre elles. Du point de vue lexical et morphologique, le Baka se comporte comme une langue oubanguienne, et l'Aka comme une langue bantou. De la même manière, parmi les Mbuti de RDC, les Efe parlent une langue soudanique proche de celle des Lese, alors que les Sua parlent une langue bantou, le bila, comme leurs voisins directs.

### Relation avec les autres peuples

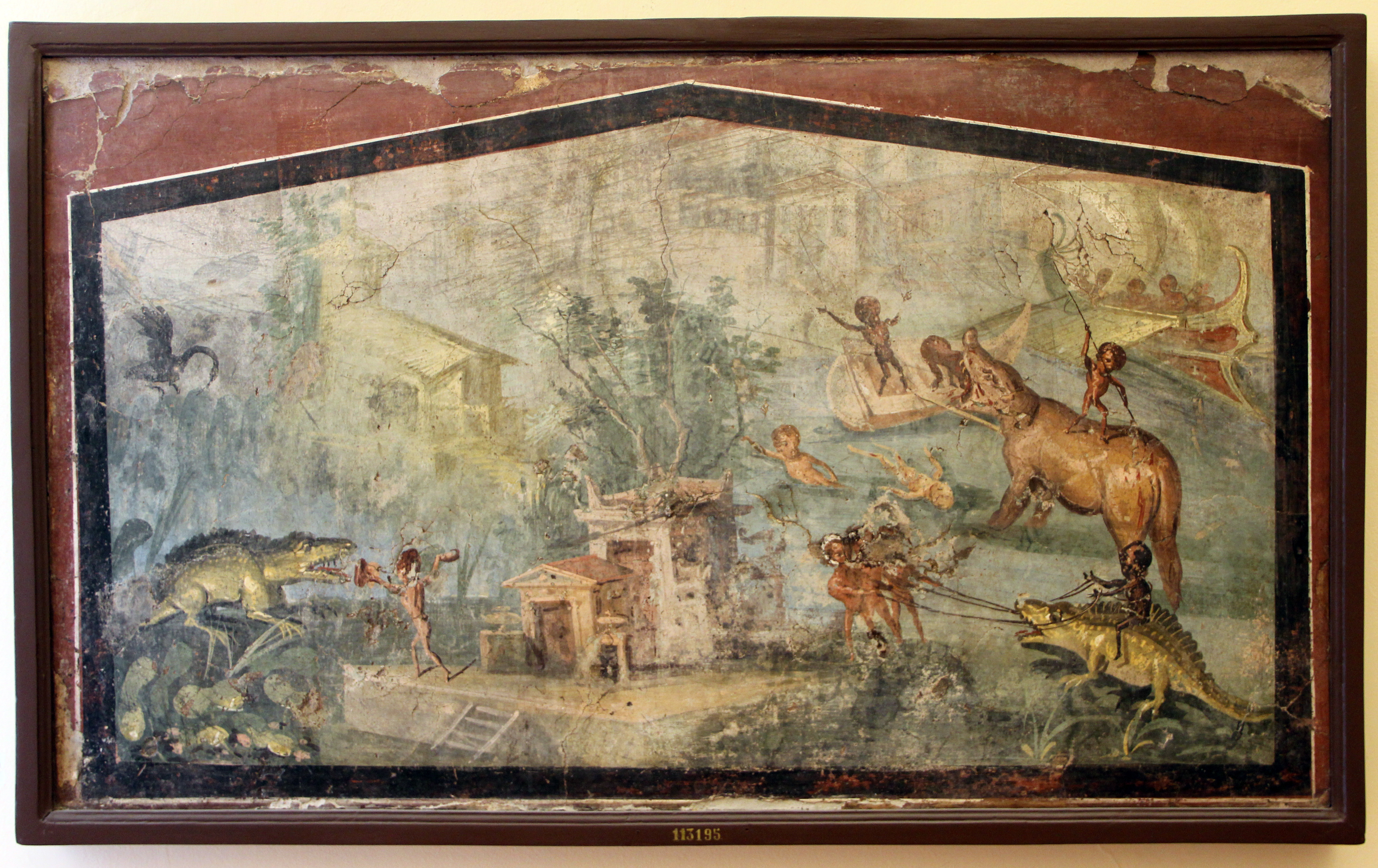
Fresque de Pompéi décrivant une scène de chasse avec des Pygmées (Musée archéologique national de Naples)

Dans le mode de vie nomade des Pygmées les relations avec leurs voisins étaient peu fréquentes, basées sur le troc. Les familles pygmées sont assujetties à un « patron » bantou qui gère le troc : contre du gibier ou du travail, il fournit des pointes de flèches et de la nourriture pendant la saison sèche, période à laquelle la chasse est difficile. La relation se faisait donc à l'initiative des Pygmées.
Les outils et pointes de lance en fer étaient utilisées par les Pygmées dans les échanges entre campements et échanges entre familles dans les mariages. Parallèlement, la viande boucanée obtenue des Pygmées était considérée comme importante ; elle était consommée lors des fêtes de fins de deuil, ou lors des banquets visant à sceller ou renouveler les alliances, chez les villageois. Dans des cas de bon voisinage, des cérémonies impliquant à la fois des Pygmées et des villageois pouvaient avoir lieu.
Ainsi, durant une très longue période, sans doute de plusieurs siècles, les relations entre les Pygmées et leurs voisins ont pris la forme d'un rapport d'association reposant sur une réciprocité équilibrée de services : troc de produits de la métallurgie et de l'agriculture contre produits forestiers sauvages, et actions rituelles sur les puissances surnaturelles du milieu forestier. Mais ces échanges comportaient néanmoins, au détriment des Pygmées, un ferment inégalitaire constitué par la supériorité technologique de leurs partenaires, en particulier la maîtrise de la métallurgie. À ce facteur s'ajoute le poids d'une idéologie de la domination développée par les seconds, qui considèrent les Pygmées, même s'ils les craignent, comme des êtres inférieurs. Comme analysé par Henri Guillaume, cet embryon de domination va évoluer en une dépendance plus large des Pygmées à la faveur de bouleversements économiques et politiques qui touchent l'Afrique Centrale à partir du 18e siècle.

## Un peuple menacé

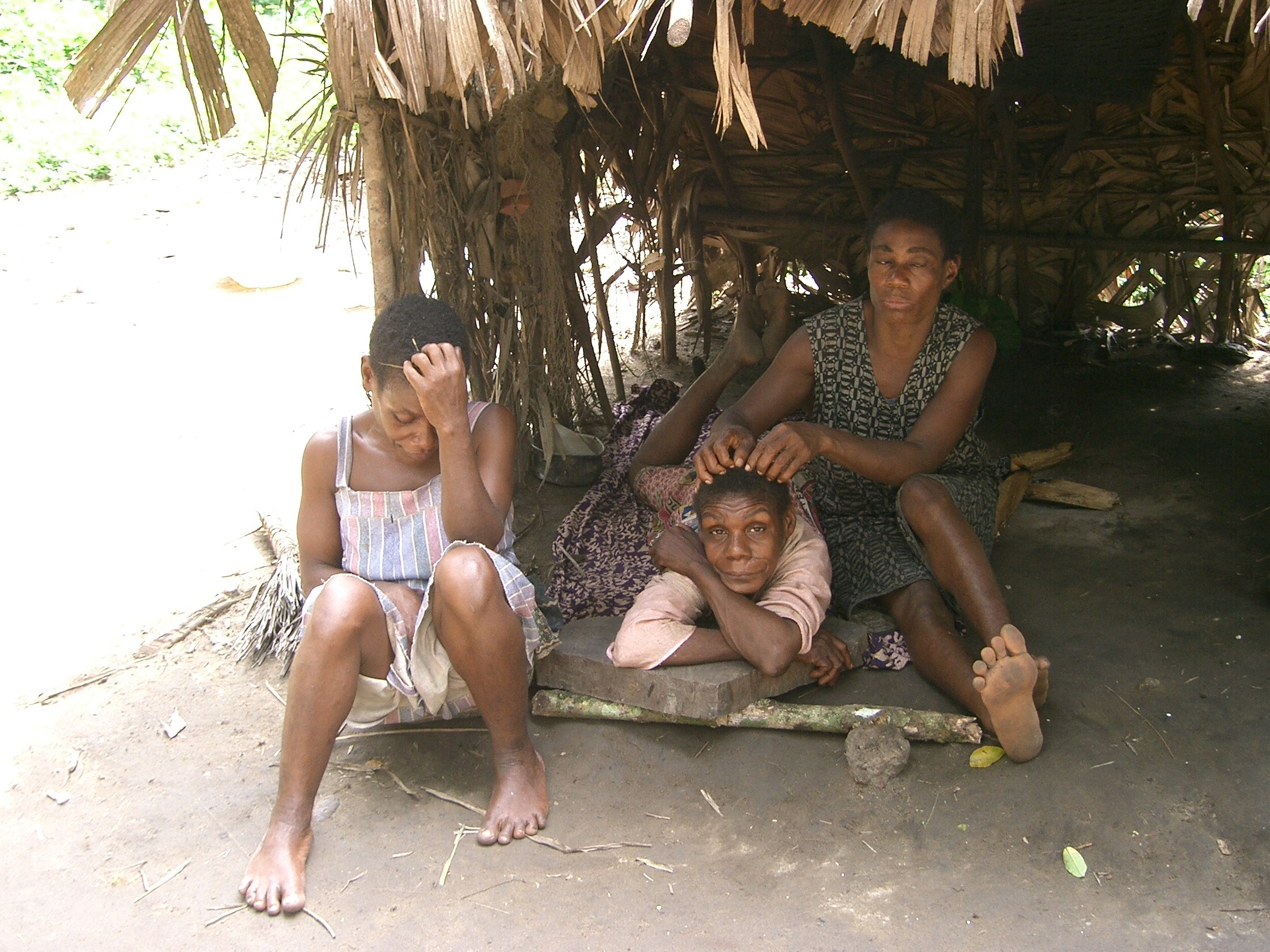
Groupe de femmes pygmées au Cameroun.

La culture pygmée a connu de profonds changements au cours du dernier siècle, à la suite de l'introduction des cultures d'exportation chez leurs voisins à partir de 1950 : une transition vers la sédentarité débute alors.
Le bouleversement que subit la communauté est décrit dès 1956 par Gérard Althabe chez les Baka dans l'Est du Cameroun. Les cas des différents villages étudiés sont différents, et il est difficile de généraliser ce modèle à tous les Pygmées. Cependant des points communs se dégagent. Les Pygmées pratiquent alors, à des degrés divers, la culture en bord de piste, les relations avec l'extérieur augmentent. Les échanges avec les Bantous s'intensifient : gibier et travail contre objets en fer et nourriture à la saison sèche. Les relations avec les Bantous se tendent, la sédentarisation entraîne des bouleversements dans la société et l'économie. Les groupes sédentaires sont plus nombreux, les familles se réunissent. Les mariages deviennent basés sur la dot (et donc la possession), les unions deviennent de plus en plus souvent polygames. La propriété des produits de la culture, des objets européens et des logements est accaparée par les hommes et consécutivement l'autorité. Une hiérarchie voit le jour.
Les mêmes constatations sont faites par la Banque mondiale, en 2010, après une étude de terrain en République démocratique du Congo.
Par ailleurs, Serge Bahuchet (1991) identifie deux étapes antérieures qui ont contribué à déstabiliser les relations entre Bantous et Pygmées :
- l'installation des comptoirs et la demande en esclaves dans le cadre de la traite négrière qui a vu fuir une part des populations vers la forêt ;
- l'économie de la traite coloniale : les villageois subissent alors le travail forcé pour le compte des entreprises coloniales.

La banque mondiale, si elle estime que les critères habituels de pauvreté ne peuvent pas s'appliquer aux Pygmées nomades, écrit dans un rapport de travail que, dans les cas où ils se sont sédentarisés, le niveau de vie de cette communauté est systématiquement inférieur à celui de la population nationale prise dans son ensemble, en termes de bien-être, de capacité à satisfaire les besoins élémentaires, d'accès au soin, à l'éducation, de mortalité et de morbidité. Et le rapport continue en décrivant l'exploitation des travailleurs Pygmées par certains Bantous, une culture en voie de disparition et les abus et violations des droits de l'Homme que subissent les Pygmées.
Comme la majorité des sociétés nomades ou à forte mobilité spatiale, les Pygmées sont confrontés, depuis l'époque coloniale, à la logique des pouvoirs étatiques de contrôle renforcé sur les populations. Leur sédentarisation est présentée comme un gage de progrès social, économique, d'émancipation de leur domination par les sociétés voisines, et d'intégration aux communautés nationales. Le processus de sédentarisation et de développement de l'agriculture peut favoriser une certaine autonomie retrouvée sur le plan économique, au prix cependant de phénomènes d'acculturation marquée. Mais, dans la grande majorité des cas, la perte de la mobilité spatiale aggrave la dépendance et les formes de marginalité accompagnée de situations de profond déracinement social et culturel. Les Pygmées deviennent alors une main-d'œuvre bon marché et méprisée, intégrant les communautés nationales par le niveau le plus bas.
Un représentant du Fonds des Nations unies pour la population affirmait en août 2011 qu'ils ne seraient plus que 43 500 en République démocratique du Congo, selon un recensement de 2007.

### Discrimination, racisme et exclusion des droits civiques
Les Pygmées sont soumis au racisme dans tous les états d'Afrique centrale, les stéréotypes associant globalement à leurs coutumes et pratiques un caractère primitif, et, corollairement, tout comportement considéré comme primitif est attendu des Pygmées. Le terme « Pygmée » est extrêmement péjoratif en Afrique centrale, alors qu'il ne l'est pas du tout dans le monde occidental ou dans d'autres pays d'Afrique. Ils sont également très fréquemment considérés comme pusillanimes et lâches par leurs « patrons » bantous, note encore Alain Epelboin. De fait les Pygmées expriment leur politesse en regardant leurs interlocuteurs de biais en baissant les yeux.
Le droit de vote ne leur a été reconnu qu'en 2006 en République Centrafricaine. Bien que les États reconnaissent théoriquement la citoyenneté des Pygmées sur leur sol, l'exemple du Cameroun et du Gabon montre qu'il ne s'agit que d'une étape : pour faire valoir leurs droits, civiques, sociaux et juridiques, les Pygmées doivent (comme les autres citoyens) posséder des cartes d'identité. Les associations tentent donc de les convaincre d'entreprendre de telles démarches, puis d'obtenir auprès de l'administration les papiers,. Ceux-ci peuvent être difficiles à obtenir pour des raisons techniques (date ou lieu de naissance inconnus) ou à cause de réticences de l'administration.
Aucun des pays africains concernés n'est signataire de la Convention 169 de l'Organisation internationale du travail relative aux peuples indigènes et tribaux. Si ces États venaient à ratifier ce texte, ils s'engageraient alors à reconnaître comme autochtone le peuple pygmée.

### Violences et esclavage
Dans son document de travail (présenté plus haut), la Banque Mondiale indique que le travail non-rémunéré est plus présent chez les Pygmées que chez les autres villageois voisins. Dans certains cas, la seule chose qui différencie la condition des Pygmées de l'esclavage est qu'ils ne soient ni vendus ni achetés.
Les ONG, comme Survival International, notent également qu'ils sont souvent payés en alcool, cannabis ou colle à sniffer, ce qui aggrave leur situation sanitaire.
Les Pygmées sont régulièrement victimes de violences. En 2003, des Pygmées ont également été victimes de cannibalisme perpétré par des bandes armées dans la région de l'Ituri.

### Santé, sécurité sanitaire
L'alcoolisme, ainsi que la consommation de drogue comme le cannabis sont des problèmes de santé publique majeurs chez les Pygmées, comme chez d'autres peuples autochtones, en particulier pour ceux vivant à proximité de lieux d'approvisionnement connus. Par ailleurs, comme on l'a déjà noté, les Pygmées n'ont en général qu'un accès très médiocre aux services de santé, pour au moins trois raisons : l'éloignement géographique des centres de soins, la pauvreté, qui les empêche d'accéder aux produits d'hygiène et de santé, et enfin une méconnaissance, voire une méfiance vis-à-vis de la médecine moderne. Cette population est plus vulnérable aux maladies parasitaires, aux infections sexuellement transmissibles et à la tuberculose. Le taux de malnutrition est plus élevé chez les Pygmées.

### Acculturation, accaparement des terres
La déforestation (conversion des terres, fragmentation de la forêt et surexploitation subséquente ...) a conduit à la diminution des ressources disponibles pour les Pygmées.
L'accaparement des terres est un problème général en Afrique ; les peuples autochtones en sont parmi les principales victimes, que ce soit pour l'agriculture vivrière, via l'abatis-brûlis, la mise en place de culture d'exportation commerciale, ou, plus récemment, pour la protection de la nature. Il s'accompagne souvent de violences.

## Défense des droits
Dans le cadre du processus de reconnaissance des droits des populations autochtones, la République du Congo a organisé du 10 au 15 avril 2007, le premier Forum international des peuples autochtones des forêts d'Afrique Centrale (FIPAC). Cet événement a réuni à Impfondo (département de la Likouala), délégués autochtones, représentants étatiques et institutions internationales venus de tous les pays de la sous-région. Au terme des travaux, des projets de déclaration et de plan d'action ont été élaborés.
Aujourd'hui, un nombre important de personnes morales ou physique déclarent défendre les droits des Pygmées. Il peut s'agir d'ONG de défense des droits de l'Homme à l'échelle internationale, jusqu'à des structures agissant au niveau local pour l'accès aux soins et à l'éducation de quelques familles. Des associations sont montées par les Pygmées eux-mêmes pour défendre leurs droits comme l'UNIPROBA (Unissons-nous pour la promotion des Batwa) au Burundi, l'Union pour l'Émancipation de la Femme Autochtone (UEFA) en RDC ou le Mouvement des Minorités Autochtones, Indigènes et Pygmées du Gabon (MINAPYGA) monté par le premier journaliste pygmée, Léonard Odambo.
Pour protéger les peuples pygmées, il faut connaître leurs attentes pour le futur. Il serait, bien sûr, illusoire de penser que tous les individus ont les mêmes idées, les mêmes objectifs. Ceux-ci varient en fonction de l'expérience du monde extérieur, des ouï-dires, de l'âge et du genre des gens. Comme leurs voisins non-Pygmées, les Pygmées aspirent à une plus grande maîtrise de leurs terres, à la liberté de conserver des éléments de leur culture et de leur mode de vie. Ils cherchent également à bénéficier des avantages de la société moderne en termes de soin, de confort de vie, de travail et d'éducation.
L'humoriste controversé Dieudonné est un grand défenseur de la cause pygmée, en profitant de son seul-en-scène J'ai fait l'con pour sensibiliser l'opinion publique sur le sort de ce peuple,.

## Dans la culture
- Les films Man to Man (Régis Wargnier, 2005) et Les Pygmées de Carlo (Radu Mihaileanu, 2002) ont pour objets des membres de la population pygmée d'Afrique ;
- Le seul-en-scène J'ai fait l'con (Dieudonné, 2008) contient un sketch sur les Pygmées au Cameroun.
- Le silence de la forêt d'Etienne Goyémidé (1984), adapté au cinéma en 2003 par Didier Florent Ouénangaré et Bassek Ba Kobhio, est un roman qui raconte l'histoire d'un fonctionnaire centrafricain qui abandonne tout pour faire un voyage en forêt et rencontre des Pygmées Babinga.
- La bande-dessinéeTintin au Congo (1930), met en scène des Pygmées dépeints de manière caricaturée avec une taille d'enfant.
- En novembre 2019, l'écrivaine camerounaise Esther Bilounga publie une œuvre littéraire intitulée La petite miraculée dans laquelle elle relate la situation discriminatoire que subissent les Pygmées au Cameroun, tout particulièrement les femmes et les enfants.